# Valdemar Poulsen
Valdemar Poulsen, (Copenhaguen, Dinamarca, 23 de novembre de 1869 - Nova York juliol de 1942) fou un enginyer danès que el 1903 va desenvolupar el telegràfon, el primer dispositiu per generar ones de ràdio contínues, contribuint al desenvolupament de la radiodifusió.

## Biografia
Fill d'un jutge del Danish High Court, Poulsen va començar a estudiar medicina a la Universitat de Copenhaguen, seguint la voluntat del seu pare. Després de fracassar amb la carrera, va deixar la universitat després de quatre anys, al 1893, i va començar a treballar com a assistent tècnic a la Companyia Telefònica de Copenhaguen. A partir d'això es va començar a interessar en el registrament magnètic del so.

## L'arc de Poulsen
El 1902, Poulsen va dur a terme una modificació del "arco de canto" de William Duddell i això va originar el mètode de generació continua d'ones elèctriques a través d'un arc: l'arc de Poulsen o sistema de transmissió. A diferència de tots els anteriors transmissors de ràdio, el transmissor d'arc produïa ones continuades de ràdio.

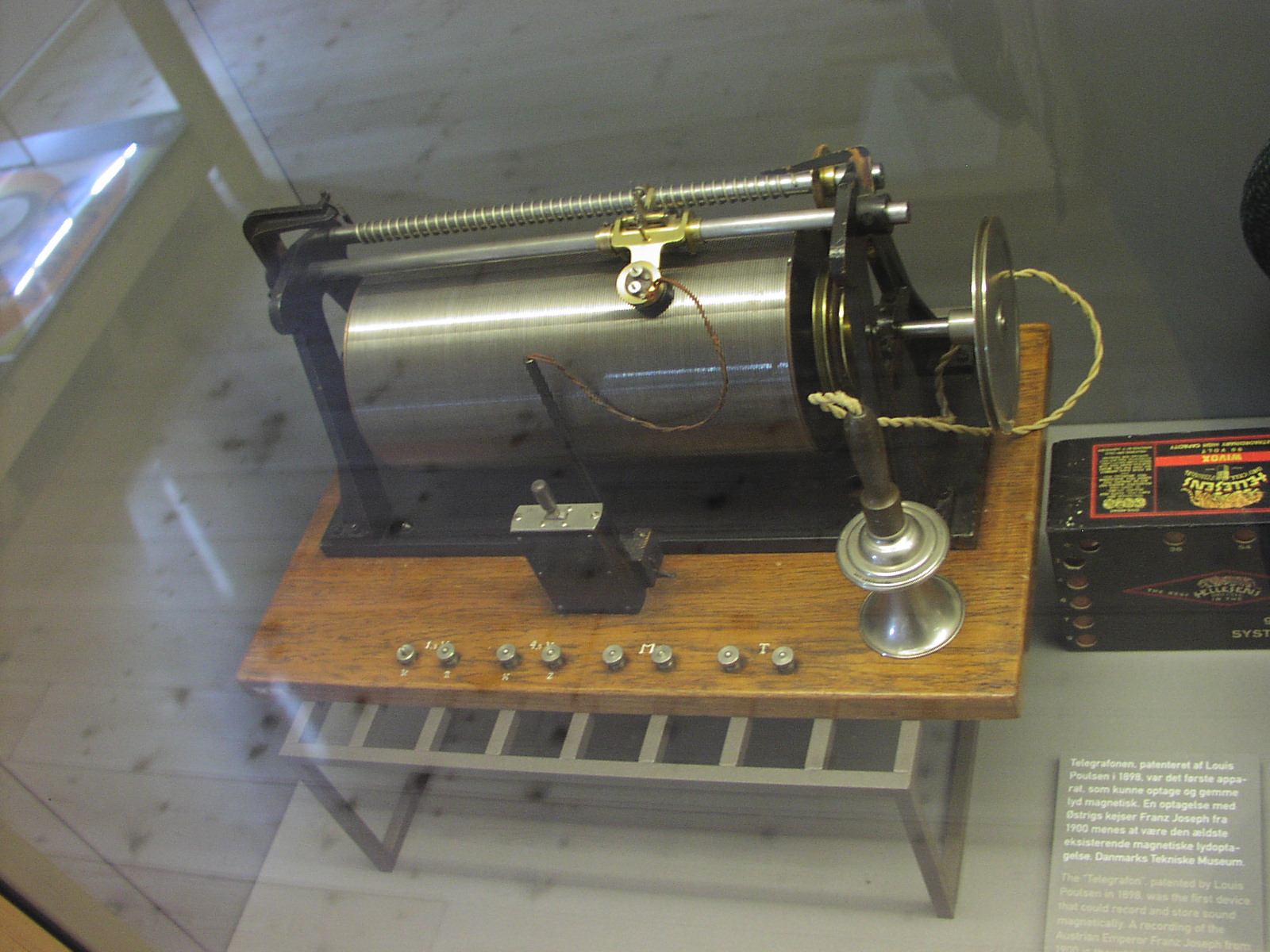
Gravador de filferro magnètic de Poulsen

## El telegràfon
El 1898 va inventar el telegràfon, la primera màquina capacitada per registrar so de forma magnètica. El nom de l'invent és així perquè la intenció de Valdemar era gravar un missatge de veu en el cas que aquesta es produís en absència de l'usuari. Si ho veiem des de aquesta perspectiva, el danès va inventar el primer contestador automàtic.
Poulsen va registrar la seva patent a Dinamarca el 1898 i, abans de 1899, també als Estats Units, Anglaterra i altres països perquè altres investigadors no li robessin el seu treball.
L'aparell estava format per un micròfon que transformava les ones sonores que li arribaven en senyals elèctriques. Durant els procés de transformació, registrava la variació d'intensitat d'un camp magnètic sobre un fil de ferro. Després s'invertia el procés, aquestes variacions magnètiques es reconvertien en senyals elèctriques.
L'invent tenia grans defectes: poca fiabilitat, sovint els rodets de filferro es torçaven i el senyal era debil, ja que mancava d'amplificació. El 1902, Poulsen va reemplaçar el fil d'acer per una tira de material flexible, avançant les investigacions de Fritz Pfleumer i al sistema de gravació dels magnetòfons moderns inventats el 1935. La gravació magnètica més antiga, realitzada pel telegràfon de Poulsen, encara es conserva avui dia al Museu Danés de Ciència i Tecnologia. La gravació correspon a la veu de l'emperador Franz Josef d'Àustria i data de l'any 1900.
La American Telegraphone Company es va fer amb els drets de la patent del telegràfon l'any 1905 i van desenvolupar el dictàfon, invent que no va acabar de triomfar perquè els fonógrafs oferien una millor experiència a l'usuari.

## Wireless Poulsen Corporation of Arizona
Poulsen, va fundar el 1910 a San Francisco una de les més importants estacions sense fils. Als Estats Units la telegrafia sense fils havia guanyat una gran importància a l'àmbit militar. Durant la Primera Guerra Mundial gran part dels cuirassats van ser equipats amb els transmissors de Poulsen.

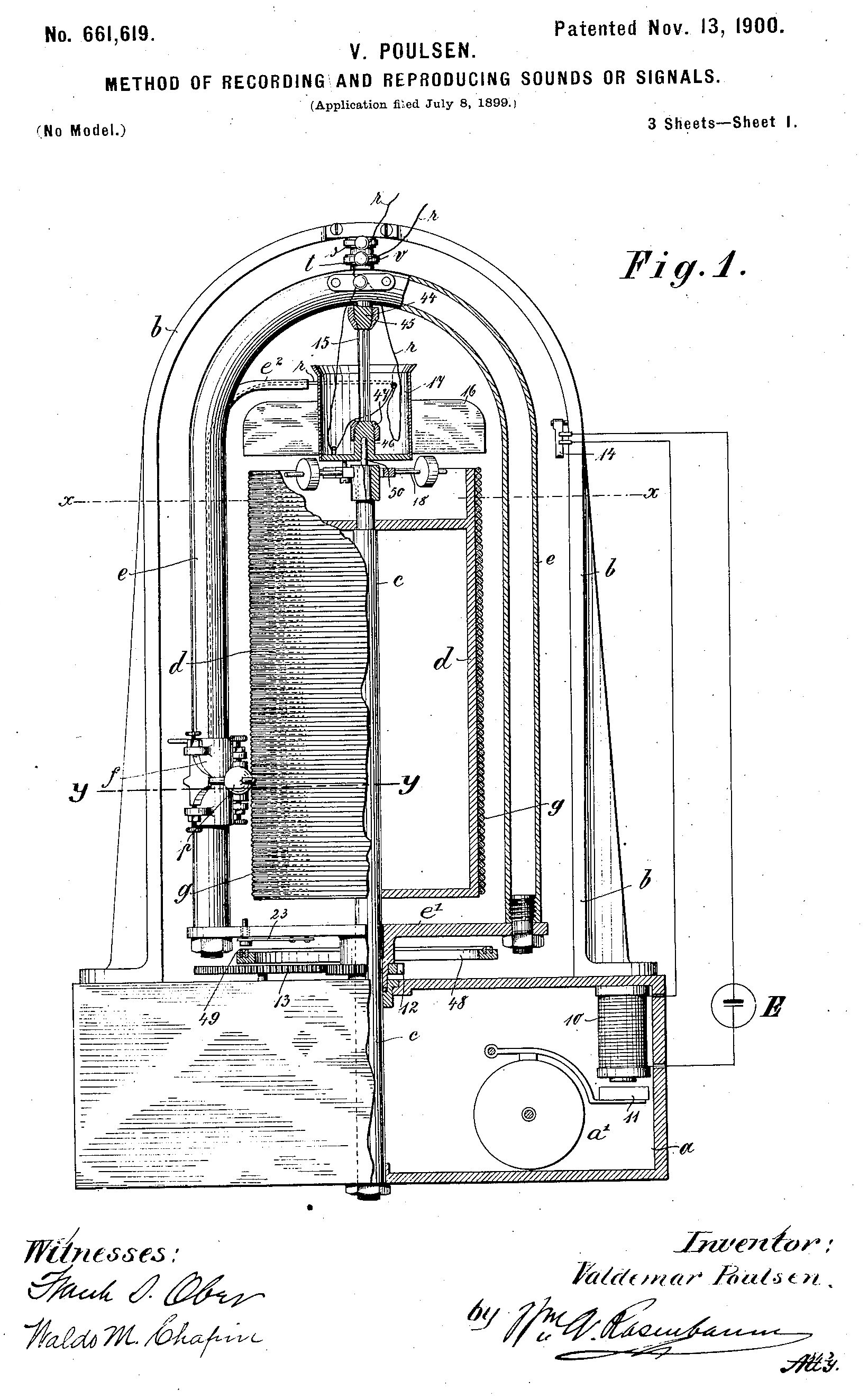
Patent dels Estats Units de Poulsen per a una gravadora de filferro magnètic

## Reconeixements
Amb motiu del setantè aniversari de Valdemar Poulsen, el 23 de novembre de 1939, l'Acadèmia de Ciències Tècniques a Copenhaguen va crear la Medalla d'or Poulsen Valdemar. El primer premi s'atorgà en aquesta mateixa data al mateix Dr. Poulsen.